# Harmonic Meetings
Harmonic Meetings je v pořadí třetí nahrávka Davida Hykese a jeho alikvotního sboru. David Hykes zde dále rozvíjí svůj pěvecký styl a experimentuje s jeho možnostmi. Nahrávka obsahuje jak sólové skladby, tak skladby v duu a v triu. Na rozdíl od předchozích nahrávek, kde Hykes a jeho sbor zpívali pouze různé samohlásky, je tentokrát použito konkrétního textu, resp posvátných slov a to jak křesťanských, tak muslimských a židovských. David Hykes chtěl takto prozkoumat působnost velmi pomalého a soustředěného zpěvu posvátných slov, což je prvek přítomný ve všech starých liturgiích. Stejně jako první deska Davida Hykese Hearing Solar Winds bylo toto album nahráno v jihofrancouzském opatství Le Thoronet.

## Seznam skladeb
1. Lines to a Great Lord – 17:02
2. Harmonic Relation – 5:46
3. Kyrie Opening – 5:34
4. Foregather in the Name – 15:16
5. Kyrie Fragments – 18:01
6. Eleison Closing – 2:21
7. Brotherhood – 12:14
8. Halleluyah – 7:12

## Hudebníci
- David Hykes – zpěv, tambura, umělecká režie
- Timothy Hill – zpěv
- Michelle Dupéré-Hykes – zpěv